# 1997 PV3
1997 PV3 är en asteroid i huvudbältet som upptäcktes den 8 augusti 1997 av Beijing Schmidt CCD Asteroid Program vid Xinglong-observatoriet.
Asteroiden har en diameter på ungefär 7 kilometer och den tillhör asteroidgruppen Eos.